# Cacaopera
Los cacaopera son una etnia de El Salvador que antiguamente hablaba una lengua propia. El idioma cacaopera, perteneciente al grupo de lenguas misumalpa está actualmente extinta, se la considera muy emparentada con el idioma matagalpa.

## Historia
El idioma Cacaopera forma parte de la familia lingüística Misumalpa. Según los datos glotocronológicos, en la actual Nicaragua, la lengua protomisumalpa (el idioma original del que surgieron las demás de la familia) se habría separado en dos grupos hace 5838 años, dando origen al Misquito y al grupo Sumalpa; este último se habría dividido en dos grupos hace 5333, que serían el grupo Sumo y las lenguas matagalpanas; y este último se separía en los idiomas Matagalpa y Cacaopera hace 1218 años.
Los antepasados de los Cacaopera emigrarían al actual El Salvador entre los siglos V y VII, durante el período clásico tardío de la época precolombina. En el siglo IX quedarían aislados de los Matagalpas, al mismo tiempo en que se daban las migraciones nahuas y chorotegas a la actual Nicaragua, lo que daría pie al surgimiento de la lengua Cacaopera.
Para fines de la época prehispánica se encontraban ubicados en: Comacarán y Uluazapa, en el departamentos de San Miguel; Cacaopera, departamento de Morazán; Lislique, Monleo u Omonleo (pueblo extinto ubicado en la jurisdicción de El Carmen) y Sirama (hoy cantón de La Unión), en el departamento de La Unión; y en Jucuarán, departamento de Usulután.
Si bien se carece de información propia sobre como se organizaban políticamente, por los datos de los Matagalpas (que como se dijo anteriormente su lengua era hermana a esta) se puede saber que su organización no distaba mucho de la de sus vecinos (nahuas, lencas y chorotegas). Estando organizados en poblados, cada uno con un jefe (llamado cacique por los españoles) cuyo cargo era hereditario y que era asesorado por un consejo de ancianos; en segundo lugar estaba el capitán o jefe de los ejércitos; asimismo, cada poblado se dividía en parcialidades (semejantes a los calpulli nahuas) que tenían su propio consejo.
Entre los sitios arqueológicos de la época precolombina asociados a la etnia cacaopera están: la cueva Unamá, Xualaka, Yarrawalaje y Siriwal. El sitio arqueológico Xualaka es considerado el sitio dominante y principal; mientras que Yarrawalaje, Siriwal y la cueva Unamá serían centros ceremoniales.
Después de la conquista española empezó la extinción del idioma cacaopera, el problema empeoró después de la independencia, hasta que en 1974 murió el último hablante del idioma cacaopera en el departamento de Morazán.
Actualmente la etnia cacaopera, aunque su idioma está extinto, aún mantienen sus tradiciones y costumbres, una de ellas es la Danza de los emplumados. Son representados por la organización llamada Winaka. Cuentan con un museo dedicado a la cultura cacaopera o kakawira ubicado en el municipio de Cacaopera.

## Descripción lingüística
La lengua Cacaopera cuenta con varias semejanzas con el idioma Matagalpa, por lo que en ocasiones  ambas han sido consideradas dialectos. Las primeras descripciones de la lengua Cacaopera proceden de Walter Lehmann en 1910; más adelante Lyle Campbell, en 1975, entrevistaría a hijos y nietos de los últimos hablantes, ya que el idioma se extinguió en el primer tercio del siglo XX.

### Fonología
La lengua Cacaopera contaba con los siguientes fonemas:
|             |             | Bilabial | Alveolar | Palatal | Velar |
| ----------- | ----------- | -------- | -------- | ------- | ----- |
| Nasales     | Nasales     | m        | n        |         |       |
| Oclusivas   | sordas      | p        | t        | ch [tʃ] | k     |
| Oclusivas   | sonoras     | b        | d        |         |       |
| Fricativas  | Fricativas  |          | s        |         | x     |
| Vibrantes   | Vibrantes   |          | r1       |         |       |
| Laterales   | Laterales   |          | l        |         |       |
| Semivocales | Semivocales | w        |          | j       |       |

1. La consonante vibrante alveolar tiene dos variantes: como r /ɾ/ (en grupos tautosilábicos precedidos por k; en posición intervocálica en entornos variados; y, en un caso, antes del final de la palabra) y como rr /r/ (mucho más frecuente; y que aparece en posición inicial o final de la palabra y en posición intervocálica).[12]

|         |         | Anterior | Central | Posterior |
| ------- | ------- | -------- | ------- | --------- |
| Cerrada | Cerrada | i        |         | u         |
| Abierta | Abierta |          | a       |           |

### Breves ejemplos
Algunas palabras en Cacaopera, recolectadas por Lyle Campbell en la década de 1970, con su respectiva traducción al español:
| Palabras en cacaopera | Traducción al español                                           |
| --------------------- | --------------------------------------------------------------- |
| darráy                | caballo                                                         |
| álu                   | perro                                                           |
| míchi, misingo        | gato                                                            |
| man                   | palo, árbol                                                     |
| yurra                 | monte                                                           |
| pak                   | frijol                                                          |
| aymá                  | maíz                                                            |
| ú-kar                 | casa                                                            |
| síwa                  | ropa                                                            |
| karrám                | cerro                                                           |
| lan                   | sol                                                             |
| aikú                  | luna                                                            |
| írra                  | lluvia                                                          |
| wín-tata              | viento                                                          |
| dúrru                 | tierra                                                          |
| wina                  | pueblo                                                          |
| irránta               | noche                                                           |
| misíl                 | varón                                                           |
| yórrima               | mujer                                                           |
| mísa-ka               | hijo                                                            |
| watimáy(a)            | Santísima Virgen                                                |
| tupáyka               | El Salvador (Cristo, San Salvador, la República de El Salvador) |
| ganas                 | vaca                                                            |
| timísa                | uno                                                             |
| búrru                 | dos                                                             |
| wasbá                 | tres                                                            |
| botárro               | cuatro                                                          |

### Préstamos lingüísticos

#### Préstamos con el Lenca
Como vecinos cercanos, el cacaopera y el lenca salvadoreño han tomado algunas palabras del otro. Según Lyle Campbell, si la palabra se encuentra en otra lengua misumalpa es porque provino originalmente del Cacaopera; en cambio, si se encuentra en el lenca hondureño (y no ocurre en las demás lenguas misumalpa) es porque fue tomado del lenca. Sin embargo, en algunos casos no está claro de donde provienen, como ocurre con las palabras: caites (que en cacaopera se dice «waktik», y en lenca «waktik») y olomina (en cacaopera «urruní» y en lenca «orum»); e igualmente eso ocurre con el lenca hondureño en la palabra ayote (en cacaopera «íwa» y en lenca hondureño «ewa»).
Entre los préstamos que se tienen claro su proveniencia del lenca salvadoreño están:
| Palabra en Cacaopera | Original en lenca | Traducción al español |
| -------------------- | ----------------- | --------------------- |
| walá                 | wala              | mapachín              |
| líwan                | liwa              | dinero                |
| yuku                 | yuku o yugu       | coyol                 |
| kisú                 | kisu              | armadillo             |
| turr                 | tororo            | guayaba               |
| pulúl                | palul             | mojarra               |
| chirí                | shiri             | conga                 |

#### Préstamos del Náhuat
En su estudio, en la década de 1970, Lyle Campbell encontraría algunas palabras que serían aparentes préstamos lingüísticos del idioma náhuat, siendo algunos de los más evidentes:
| Palabra en cacaopera | Original en náhuat | Traducción al español |
| -------------------- | ------------------ | --------------------- |
| nakát                | nakat              | carne                 |
| tiópan               | tiupan             | templo                |
| kuyamék              | kuyamet            | marrano               |
| núlu                 | nunu               | mudo                  |
| sikál                | shikal             | tarro                 |
| tiki-k               | teki               | trabajar              |
| kúlup                | kulut              | alacrán o escorpión   |
| tapék                | tapechti           | cama                  |
| chalchiwit           | chalchiwit         | rosario               |